# Зайнаб бинт Мухаммад
Зайнаб бинт Мухаммад (араб. زينب بنت محمد‎; ум. 629, Медина) — старшая из дочерей пророка Мухаммада и Хадиджи.

## Биография
Родилась приблизительно за десять лет до начала пророческой миссии Мухаммада. После достижения Зайнаб совершеннолетия она была засватана за Абу аль-Аса ибн ар-Раби, который приходился ей сыном тёти по матери Халы бинт Хувайлид. Абу аль-Аса был в то время одним из знатных и авторитетных жителей Мекки. От этого брака Зайнаб родила сына Али, умершего в младенчестве и дочь Умаму, которая стала женой Али ибн Абу Талиба после смерти его жены Фатимы.
После начала пророческой миссии Мухаммада, Зайнаб стала одной из первых мусульманок. Абу аль-Ас отказался уверовать и длительное время оставался язычником. Зайнаб продолжала оставаться женой Абу аль-Аса вплоть до её переселения (хиджры) в Медину, так как коранический запрет на замужество мусульманок с немусульманами в то время ещё не был ниспослан. Абу аль-Ас был противником мусульман и участвовал в битве при Бадре. Во время битвы он был пленён и доставлен к пророку Мухаммаду. В качестве выкупа за своего мужа Зайнаб отправила в Медину свой свадебный подарок — ожерелье, подаренное её покойной матерью Хадиджей. Увидев это ожерелье, Пророк, попросил у своих сподвижников (сахабов) разрешения отпустить Абу аль-Аса и вернуть ему обратно ожерелье. Сахабы не стали возражать против этого и освободили Абу аль-Аса, который забрал ожерелье и вернулся в Мекку. По одним данным, Пророк поручил Абу аль-Асу разрешить Зайнаб переехать в Медину. По другим данным, Абу аль-Ас сам пообещал ему сделать это.
После возвращения в Мекку Абу аль-Ас позволил Зайнаб переехать в Медину. Она выехала в Медину в сопровождении своего деверя Кинаны ибн ар-Раби. Однако по пути их настигли курайшиты, которые были против отъезда Зайнаб из Мекки. Они ударили её копьями и свалили с лошади. Кинана ибн ар-Раби оказал нападавшим курайшитам сопротивление. Конфликт был урегулирован подошедшим лидером Мекки Абу Суфьяном, который отозвал Кинану в сторону и сказал ему: «Ты неправильно поступил, что открыто и у всех на глазах начал увозить Зайнаб в то время, когда все знают о поражении при Бадре и бедах, которые причинял нам её отец Мухаммад. Если ты вывезешь его дочь открыто, что ты и попытался сделать, то все племена обвинят нас в трусости и слабости, а также будут позорить нас. Поэтому верни её в дом мужа и оставь там на несколько дней, пока люди не скажут, что мы вернули Зайнаб. После этого втайне отвези её к отцу. Мы ничего не имеем против того, чтобы Зайнаб уехала к своему отцу». Кинана послушался совета Абу Суфьяна и вернулся вместе с Зайнаб. Убедившись в том, что Зайнаб вернулась, мекканцы успокоились. Через несколько дней Кинана, под покровом ночи, тайно вывез Зайнаб до заранее оговоренного места, где их уже ждали Зейд ибн Хариса и один из жителей Медины. В их сопровождении она прибыла к отцу.
После хиджры в Медину, Зайнаб на протяжении нескольких лет не видела супруга. Незадолго до завоевания мусульманами Мекки, Абу аль-Ас поехал со своим караваном в Сирию. На обратном пути мусульмане атаковали и захватили караван Абу аль-Аса, которому удалось бежать. Спасшись от преследования, он тайно проник в Медину, встретился с Зайнаб и попросил у неё помощи. Зайнаб пришла к отцу и рассказала ему о случившемся. В ответ Мухаммад распорядился уважительно относиться к Абу аль-Асу, запретив своей дочери возобновлять с ним супружеские отношения, так как к тому времени уже существовал запрет на брак мусульманок с немусульманами. Пророк приказал вернуть захваченный караван, и Абу аль-Ас вернулся в Мекку. Там он уладил все свои дела, расплатился с долгами и объявил о принятии ислама. Вернувшись в Медину, он, не заключая нового брачного договора, продолжил своё супружество с Зайнаб. Спустя несколько месяцев Зайнаб тяжело заболела и умерла.